# Omaha Beach
 For alternative betydninger, se Omaha (flertydig). (Se også artikler, som begynder med Omaha)
Omaha Beach var kodenavnet for den del af Frankrigs kyststrækning i Normandiet fra Sainte-Honorine-des-Pertes til Vierville-sur-Mer, hvor de allierede den 6. juni 1944 gik i land under Operation Overlord under 2. verdenskrig. Omaha Beach og den vestligere kyststrækning, som havde kodenavnet Utah, var de steder, hvor tropper fra USA gjorde landgang. Pointe du Hoc ligger på Omaha Beach.
Hovedformålet med invasionen af Omaha Beach var at sikre stranden mellem Port-en-Bessin og floden Vire inden de allierede bevægede sig videre sydpå mod Saint-Lô. Invasionen af Omaha Beach blev den blodigste landgang for de allierede på D-dag, i alt døde her mellem 2.200-2.400 soldater. 
Dele af USA's 1. infanteridivision og 29. infanteridivision mødte her tyskernes 352. infanteridivision, som var en af de bedst trænede på hele kyststrækningen. Dens tilstedeværelse kom som en overraskelse for de allierede, da tyskerne havde flyttet den dertil få dage før invasionen. Bombningerne af tyskernes bunkere før landgangen viste sig at være utilstrækkelig, og i den østlige del af sektoren nåede kun 5 af 32 kampvogne stranden. I den vestlige del af sektoren nåede de fleste kampvogne stranden, men mange blev ødelagt af det tyske artilleri. Det meste af stranden var dækket af miner, pigtråd, barrikader (Tjekkiske pindsvin) og tætte buske, som besværliggjorde de allieredes fremrykning.
På trods af de store tab lykkedes det alligevel mindre grupper af allierede soldater at nedkæmpe den tyske modstand, invadere stranden og bevæge sig ind i landet herfra.